# Taekkyeon

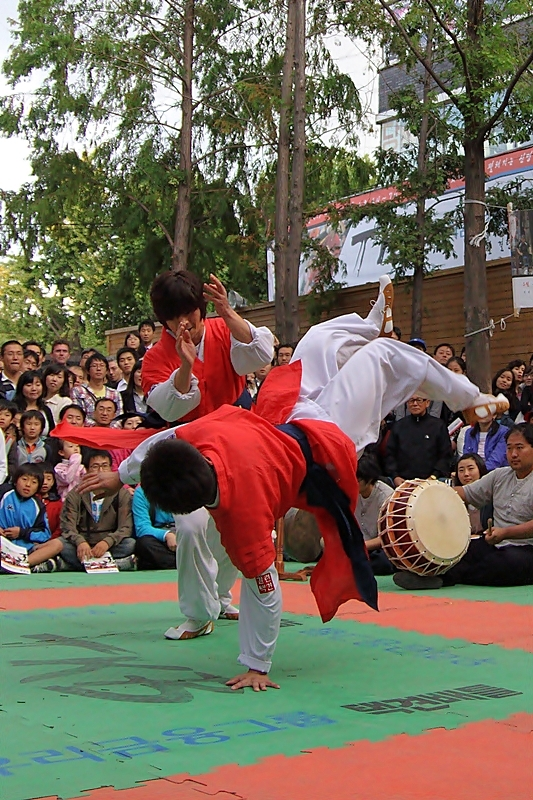
Taekkyeon

Taekkyeon (nieformalnie latynizowany również jako Taekkyon i Taekyon) – tradycyjna koreańska sztuka walki, charakteryzująca się płynnymi, tanecznymi ruchami, intensywną pracą nóg, m.in. stosowaniem  kopnięć i podcięć by przewrócić przeciwnika.
W 2011 roku sztuka walki taekkyeon została wpisana na listę niematerialnego dziedzictwa UNESCO.

## Opis
Taekkyon jest jedyną jeszcze praktykowaną sztuką walki wywodzącą się z antycznej sztuki subak. Nazwa taekkyeon rozpowszechniła się w XVIII-XIX wieku – pierwsza wzmianka o tak'kyon pojawiała się w tekście Chaemulbo Yi Song-ji z ok. 1790 roku. 
Taekkyon był najprawdopodobniej uprawiany już w czasie przed okresem Trzech Królestw Korei (57 p.n.e.–676). W okresie państwa Joseon (1392–1910) był rozpowszechniony we wszystkich warstwach społecznych.
Taekkyon został zabroniony przez japońskie władze okupacyjne na początku lat 30. XX w. pod groźbą kary śmierci. Do lat 50. XX w. taekkyon wymarł niemal zupełnie. Współczesna wiedza na temat taekkyon pochodzi z opisów w literaturze i przedstawień w sztuce z okresu Joseon oraz z przekazów osób praktykujących taekkyon przed inwazją japońską. W latach 50. XX wieku przy życiu pozostał się tylko jeden mistrz – Song Deok-gi (1893–1987). 
Taekkyon odrodził się w Korei Południowej dzięki działalności Songa i jego ucznia Shina Han-seung (1928–1987), którym koreański rząd powierzył obowiązek utrwalania tego sportu jako narodowego dziedzictwa kulturowego – taekkyon został uznany przez władze Korei Południowej za ważny element niematerialnego dziedzictwa kulturowego (kor. 중요무형문화재) podlegającego ochronie (Nr. 76). 
Uważa się, że taekwondo zawdzięcza swoją obecną popularność w Korei podobieństwu nazwy z taekkyon, gdyż konkurencyjne koreańskie sporty walki – tangsudo i kongsudo, których nazwy mają japoński źródłosłów, źle się kojarzyły z powodu anty-japońskich nastrojów. 
Niektórzy historycy taekwondo utrzymują, że twórcy tego sportu praktykowali taekkyon. Jednak techniki taekkyon nie mają wiele wspólnego z taekwondo. W taekkyon dominują techniki służące pozbawieniu przeciwnika równowagi, zaś w taekwondo przeważają techniki silnych kopnięć z wyskoku i obrotu na górne partie ciała przeciwnika. Taekkyon skupia się raczej na technikach defensywnych niż ofensywnych. Taekkyon charakteryzuje się płynnymi, tanecznymi ruchami oraz intensywną pracą nóg, m.in. stosowaniem  kopnięć i podcięć by przewrócić przeciwnika. Zamiast odpierania ataków przeciwnika preferowane są uniki. 
W 2011 roku sztuka walki taekkyeon została wpisana na listę niematerialnego dziedzictwa UNESCO.